# 東京都警察情報通信部
東京都警察情報通信部（とうきょうとけいさつじょうほうつうしんぶ）は、警察庁の地方機関の一。都通と略され業務としては警視庁の警察通信事務、大規模災害への通信確保などを行う。警察内の通信環境整備だけでなく、犯罪捜査の支援を行っている。管区警察局には府県別に警察情報通信部が設置されているが、東京都と北海道は警察庁直属の情報通信部となっている。

## 所在地
- 東京都警察情報通信部

東京都千代田区霞が関2丁目1番1号 警視庁本部庁舎
- 多摩通信支部

東京都立川市緑町3280番地 警視庁多摩総合庁舎

## 沿革
- 1954年（昭和29年）7月1日 - 警察庁発足とともに関東管区警察局内に東京都通信部として創設。
- 1958年（昭和33年）4月1日 - 内部組織および分掌組織について改正が行われ、東京都通信部を廃止し、その業務を警察庁直属の地方機関として新設された東京都警察通信部に移管。
- 2004年（平成16年） - 現在の東京都警察情報通信部に名称を変更。[3]

## 組織
- 東京都警察情報通信部長
  - 通信庶務課
  - 機動通信第一課
  - 機動通信第二課
  - 通信施設課
  - 情報技術解析課
  - 多摩通信支部
    - 機動通信課
    - 通信施設課